# Paul Panhuysen
Paul Panhuysen (Borgharen, 21 augustus 1934 – Eindhoven, 29 januari 2015) was een Nederlands componist en een visueel en geluidskunstenaar. Hij richtte Het Apollohuis op en bestuurde het tussen 1980 en 1990. In Het Apollohuis maakten enkele kunstenaars geluidskunstinstallaties en geluidssculpturen. Er waren ook concerten met vrije improvisatie, experimentele en elektronische muziek.

## Opleiding
Panhuysen volgde een Monumentaal en Autonome Kunstopleiding aan de Jan van Eyck Academie (1954-1959). Daarna volgde hij Sociologie en een Kunstopleiding aan de Utrechtse Universiteit (1957-1961). Als kunstenaar, muzikant, curator, socioloog en kunsttheoreticus werkte hij binnen de stromingen van abstract expressionisme (tot 1964), minimal art (tot 1966) en performance art.

## Werk
Het werk van Panhuysen was zeer veelzijdig. Zijn doel was mee te werken aan de verbetering van het dagelijkse leven van mensen. Daarom organiseerde hij enkele evenementen zoals de “Road Block” in Veendam (1970) om kinderen op een straat zonder auto's te laten spelen. Verder was hij directeur van de Kunstnijverheidsschool Vredeman de Vries in Leeuwarden (1962-1964), educatiemedewerker in het Gemeentemuseum van Den Haag (1966), en Educatie- en pr-afdelingsleider van het Van Abbemuseum in Eindhoven (1966-7).
Panhuysen integreerde zijn maatschappelijke betrokkenheid en experimentele kunst in zijn werk. Hij richtte De Bende van de Blauwe Hand op (1965) en organiseerde het Museumfeest in het Van Abbemuseum (1967) met een record van 1.200 bezoekers. Later heeft hij de “Free Community of the Global City of Peace and Pleasure” (1967-8), de “Maciunas Ensemble” (1968-) en Het Apollohuis in Eindhoven (1980-2001) opgericht en geleid.
De bekendste geluidinstallaties van de kunstenaar zijn gemaakt met snaren die op verschillende manieren over ruimtes zijn gespannen, bespeeld door de kunstenaar met zijn met hars bedekte vingers als een soort strijkstok. Panhuysen publiceerde enkele muziekalbums ("Lost for Words" en "Partitas for Long Strings") en was lid van het Maciunas Ensemble, genoemd naar George Maciunas van Fluxus. Daarnaast werkte hij met Arnold Dreyblatt, Ellen Fullman en Remko Scha.

## Lidmaatschap en erkenning
Panhuysen was lid van de Beroepsvereniging van Beeldende Kunstenaars (BBK) en richtte de vakbonden OBK en VBBKZN (1969-1981) op. Hij was “artist-in-residence” aan het Exploratorium in San Francisco (1993), het Yellow Springs Institute in Chester Springs (1994) en het Aomori Contemporary Art Centre in Japan (2002). De kunstenaar ontving de Europaprijs voor Schilderkunst van de Stad Oostende (1962), de Frisianaprijs in Leeuwarden (1963), Noord-Brabant Cultuurprijs (1996), “Award best exhibition”, Galerie Klatovy/Klenová (2000) en “Honorary Mention”, Prix Ars Electronica, Linz (2004). Panhuysen is geridderd met de Orde van de Nederlandse Leeuw (1998). Hij ontving de Gerrit Benner Prijs voor Beeldende Kunst 2011 voor zijn gehele oeuvre.

## Tentoonstellingen (selectie)
- Tuney Tunes, Teekengenootschap Pictura, Dordrecht met werk van Paul Panhuysen en Nico Parlevliet, voorjaar 2010
- Paul Panhuysen Number made visible number made audible van 28 januari t/m 18 maart 2012 in museum De Pont in Tilburg[6]